# Cistus albidus
Cistus albidus, conhecida por Roselha-grande, é uma espécie de planta com flor pertencente à família Cistaceae. 
A autoridade científica da espécie é L., tendo sido publicada em Species Plantarum 1: 524. 1753.
Os seus nomes comuns são roselha, roselha-grande ou rosêlha-maior.

## Portugal
Trata-se de uma espécie presente no território português, nomeadamente em Portugal Continental.

## Protecção
Não se encontra protegida por legislação portuguesa ou da Comunidade Europeia.